# Brevitrichia palmacana
Brevitrichia palmacana är en tvåvingeart som beskrevs av Kelsey 1971. Brevitrichia palmacana ingår i släktet Brevitrichia och familjen fönsterflugor.
Artens utbredningsområde är Arizona. Inga underarter finns listade i Catalogue of Life.